# 50 Ways to Leave Your Lover
"50 Ways to Leave Your Lover" är en låt av den amerikanske singer-songwritern Paul Simon från Simon and Garfunkel. Den spelades in på hans fjärde studioalbum Still Crazy After All These Years 1975

## Musiker
Bakgrundskör: Patti Austin, Valerie Simpson och Phoebe Snow
Akustisk gitarr: Paul Simon
Elektrisk gitarr: John Tropea, Joe Beck
Orgel: Ken Asher
Bas: Tony Levin
Trummor: Steve Gadd